# Lahrer FV 03
Der Lahrer FV war ein reiner Fußballverein mit rund 530 Mitgliedern (Stand Mai 2009) aus dem südbadischen Lahr/Schwarzwald.

## Geschichte
Der Lahrer FV wurde im Jahr 1903 unter der Bezeichnung 1. FC Lahr gegründet. 1911 fusionierte der Club mit Alemannia Lahr zum Lahrer FV. Sportlich agierte der Club bis 1945 für eine Spielzeit (1939/40) in der Gauliga Südbaden/Offenburg.
In den Nachkriegsjahren spielte der Verein bis 1949 als Sportfreunde Lahr (siehe auch deutsche Fußballmeisterschaft 1945/46) überwiegend in der damaligen 1. Amateurliga Südbaden sowie für eine Spielzeit in der Fußball-Oberliga 1949/50. Größter Erfolg war die Vizemeisterschaft in der Saison 1971/72 und die Teilnahme an der deutschen Amateurmeisterschaft, bei der man erst im Viertelfinale am späteren Sieger FSV Frankfurt ausschied. In den 1980er-Jahren stieg der Lahrer FV bis in die unterste Klasse, die Kreisliga B, ab. 1989 gelang der Aufstieg in die Kreisliga A, 1991 der Aufstieg in die Bezirksliga und 1995 die Rückkehr in die Landesliga. 1997 wurde die Landesligameisterschaft und der Aufstieg in die Verbandsliga Südbaden erreicht. Dieses Gastspiel dauerte jedoch nur zwei Jahre. Nach einem sechsten Platz in der Landesligasaison 1999/2000 wurde in den folgenden drei Spielrunden jeweils nur knapp der Klassenerhalt gesichert. 2012 kehrte man nach 13 Jahren als Meister der Landesligastaffel 1 in die Verbandsliga zurück, aus der es 2013 wieder in die Landesliga zurückging. In der Spielzeit 2014/15 stieg der Lahrer FV nach der Relegation erneut in die Verbandsliga auf.
Zum 1. Juli 2015 wurde der Verein aufgelöst. Die Mitglieder gehen zu diesem Zeitpunkt in den neu gegründeten SC Lahr über. Dieser wurde als Zusammenschluss der beiden Lahrer Kernstadtvereine Lahrer FV und Spvgg Lahr gegründet.

## Stadion
Stadion Dammenmühle
- Fußball-/Leichtathletikstadion
- 400 m Tartanlaufbahn
- Zuschauerkapazität: 10.000
- davon 1.600 Sitzplätze
- Überdachte Tribünenplätze 800
- Kunstrasenplatz mit Flutlichtanlage

## Spieler
- Dieter Wendling (1974–1976)